# Silício
O silício (latim: silex, sílex ou "pedra dura") é um elemento químico de símbolo Si de número atômico 14 (14 prótons e 14 elétrons) com massa atômica igual a 28 u. À temperatura ambiente, o silício encontra-se no estado sólido. Foi descoberto pelo químico sueco Jöns Jacob Berzelius, em 1823. O silício é o segundo elemento mais abundante na crosta terrestre, perfazendo mais de 28% de sua massa (atrás somente do Oxigênio e seus 47% de composição da crosta). Aparece na argila, feldspato, granito, quartzo e areia, normalmente na forma de dióxido de silício (também conhecido como sílica) e silicatos (compostos contendo silício, oxigênio e metais). O silício é o principal componente do vidro, cimento, cerâmica, da maioria dos componentes semicondutores e dos silicones, que são substâncias plásticas muitas vezes confundidas com o silício.
Pertence ao grupo 14 (IVA) da Classificação Periódica dos Elementos. Se apresenta na forma amorfa e cristalina; o primeiro na forma de um pó pardo mais reativo que a variante cristalina, que se apresenta na forma octaédrica de coloração azul grisáceo e brilho metálico.

## História

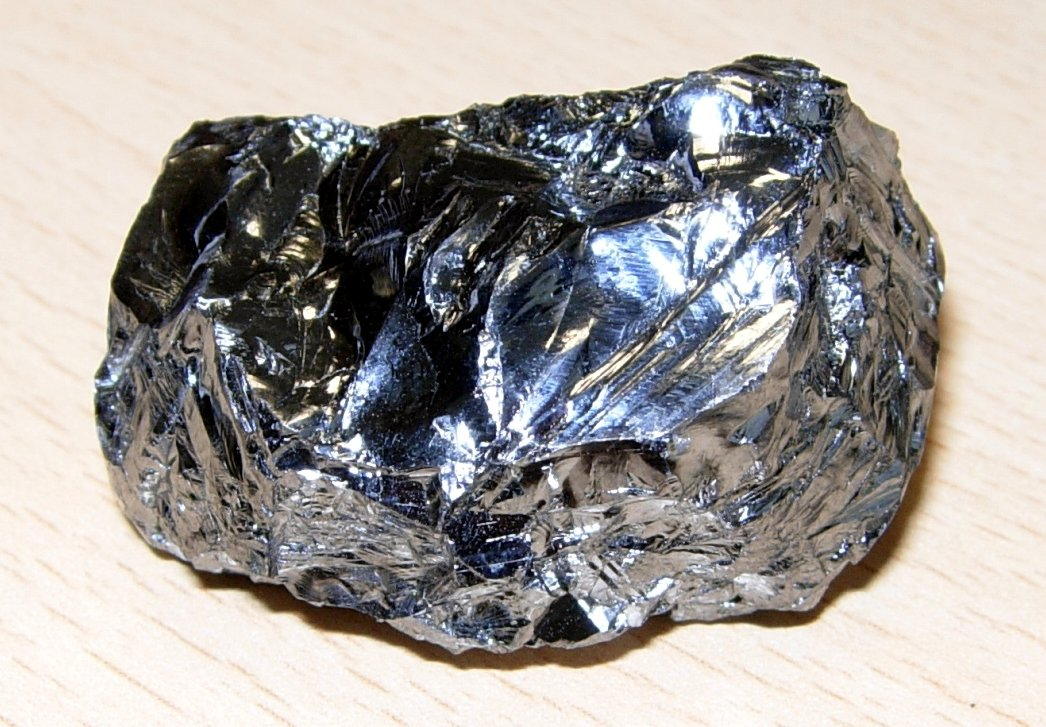
Silício com 99% de pureza.

O silício (do latím silex, sílica) foi identificado pela primeira vez por Antoine Lavoisier em 1787 e posteriormente considerado como elemento por Humphry Davy em 1800.
Em 1811 Joseph-Louis Gay-Lussac e Louis Jacques Thénard provavelmente prepararam silício amorfo impuro aquecendo potássio com tetracloreto de silício. Em 1824 Jöns Jacob Berzelius preparou silício amorfo empregando um método similar ao de Gay-Lussac, purificando depois o produto obtido com lavagens sucessivas até isolar o elemento.
Existe uma região na Califórnia chamada vale do Silício, uma homenagem ao elemento responsável por grande parte da produção mundial de circuitos eletrônicos.

## Características principais
Suas propriedades são intermediárias entre as do carbono e o germânio. Na forma cristalina é muito duro e pouco solúvel, apresentando um brilho metálico e uma coloração grisácea. É um elemento relativamente inerte e resistente à ação da maioria dos ácidos; reage com os halogênios e álcalis. O silício transmite mais de 95% dos comprimentos de onda das radiações infravermelhas.

## Ocorrência na natureza
Apenas os compostos de silício podem ser encontrados na natureza. O silício é o segundo elemento mais abundante da crosta terrestre; 26 a 28% da crosta terrestre é composta de silício. Em abundância na crosta terrestre o silício fica atrás apenas do oxigênio, que compõe quase a metade de toda a crosta. Na água do mar, a sua concentração é relativamente baixa, com apenas 3 mg de silício por litro. Pode-se encontrar no espaço um átomo de silício para cada 30 000 átomos de hidrogênio.

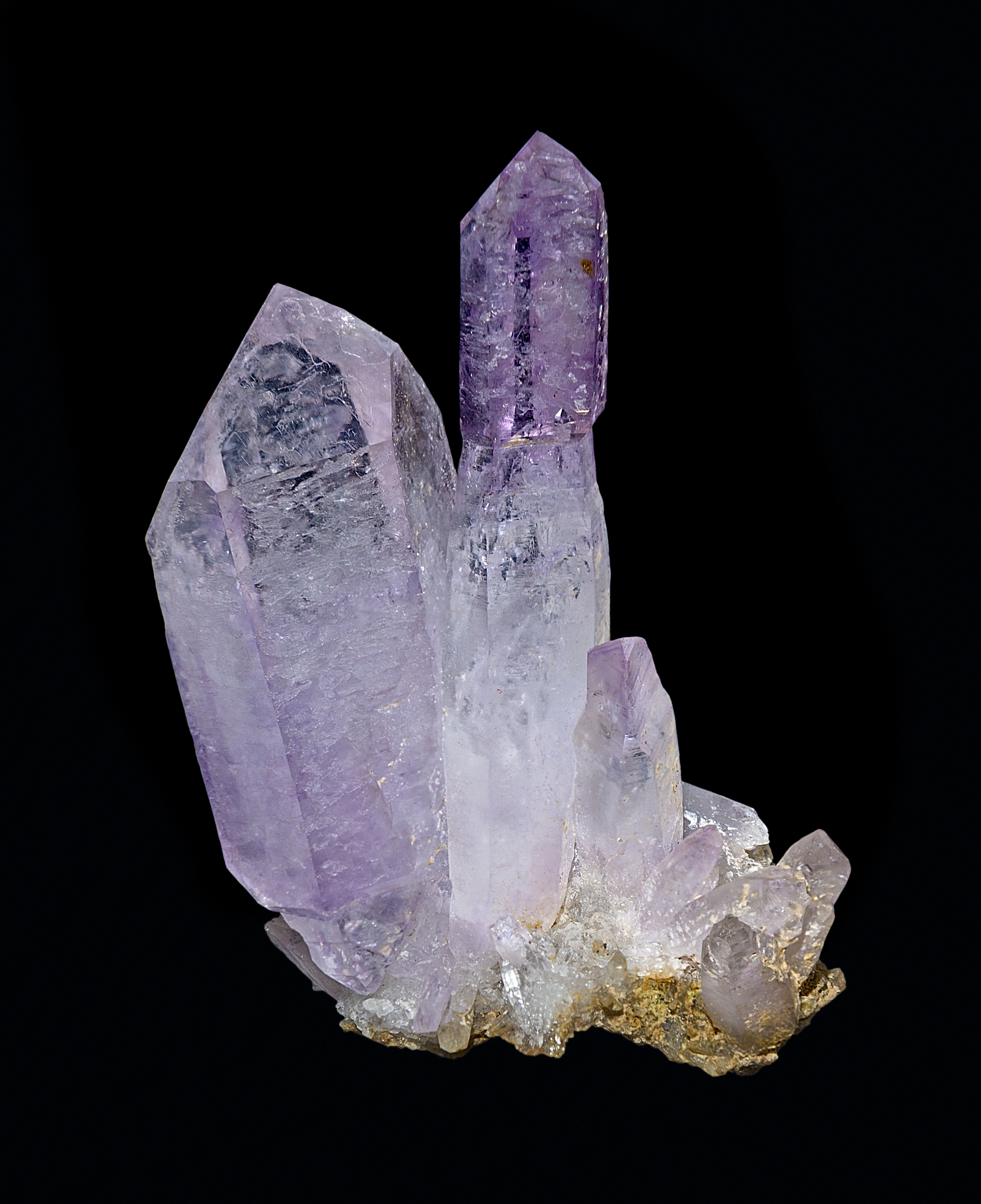
Ametista, variedade púrpura ou lilás do quartzo, que é formado por óxido de silício

O silício é um componente essencial da grande maioria das rochas que formam a crosta terrestre. Arenitos, argila e granito são exemplos de rochas que contém compostos de silício. Entre os compostos silicosos significativamente presentes na argila, formada basicamente por feldspato, são a ortoclase (KAlSi3O8) e a plagioclase ((Na, Ca)Al1-2Si2). O quartzo (SiO2 - silica) pode apresentar diferentes cores de acordo com a presença de pequenas quantidades de elementos estranhos. A sílica quase pura é conhecida como quartzo ou simplesmente cristal. Os quartzos de cor púrpura ou lilás são conhecidos como ametista, os cristais de coloração amarela são conhecidos como citrinos.
A opala, silica amorfa hidratada, é encontrada em várias cores. Atualmente, as maiores quantidades de opala se encontram nas minas da Austrália e América Central, incluindo o México. Na Eslováquia, encontra-se opala nas minas próximas a Prešov (Dubník). O silício é particularmente importante como o bloco de construção de algas unicelulares (diatomáceas).

## Aplicações

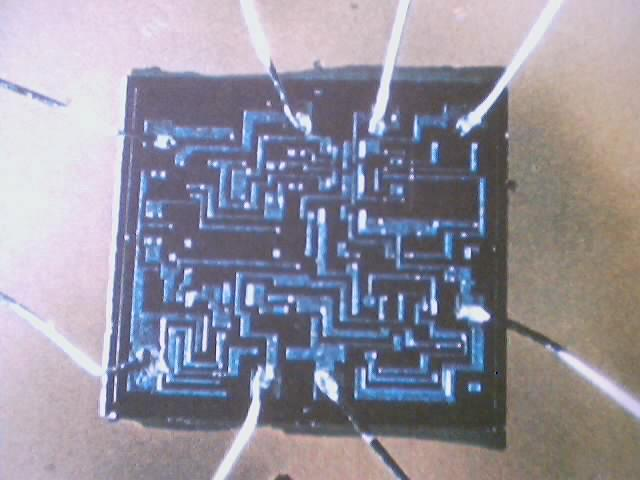
Circuito integrado 555 em silício

Utilizado para a produção de ligas metálicas, na preparação de silicones, na indústria cerâmica e, por ser um material semicondutor muito abundante, tem um interesse muito especial na indústria eletrônica e microeletrônica, como material básico para a produção de transistores para chips, células solares e em diversas variedades de circuitos eletrônicos. Por esta razão é conhecida como Vale do Silício a região da Califórnia (Estados Unidos) onde estão concentrados numerosas empresas do setor de eletrônica e informática.
O silício é um elemento vital em numerosas indústrias. O dióxido de silício, areia e argila são importantes constituintes do concreto armado e azulejos (ladrilhos), sendo empregadas na produção do cimento Portland.
Outros importantes usos do silício são:
- Como carga em materiais de revestimento e compósitos de cimento, como cerâmicas.
- Como elemento de liga em fundições.
- Fabricação de vidro e cristais para janelas e isolantes, entre outros usos.
- O carboneto de silício é um dos abrasivos mais importantes.
- Usa-se em lasers para a obtenção de luz com um comprimento de onda de 456 nm.
- O silício é um dos componentes do polímero silicone.
- Na fabricação dos diodos e diversos componentes eletrônicos.
- Na fabricação de produtos para restaurações odontológicas (silicatos).
- Utilizado como elemento de ligação entre restaurações em porcelana e cerômero e os adesivos (silano).

### Piezeletricidade

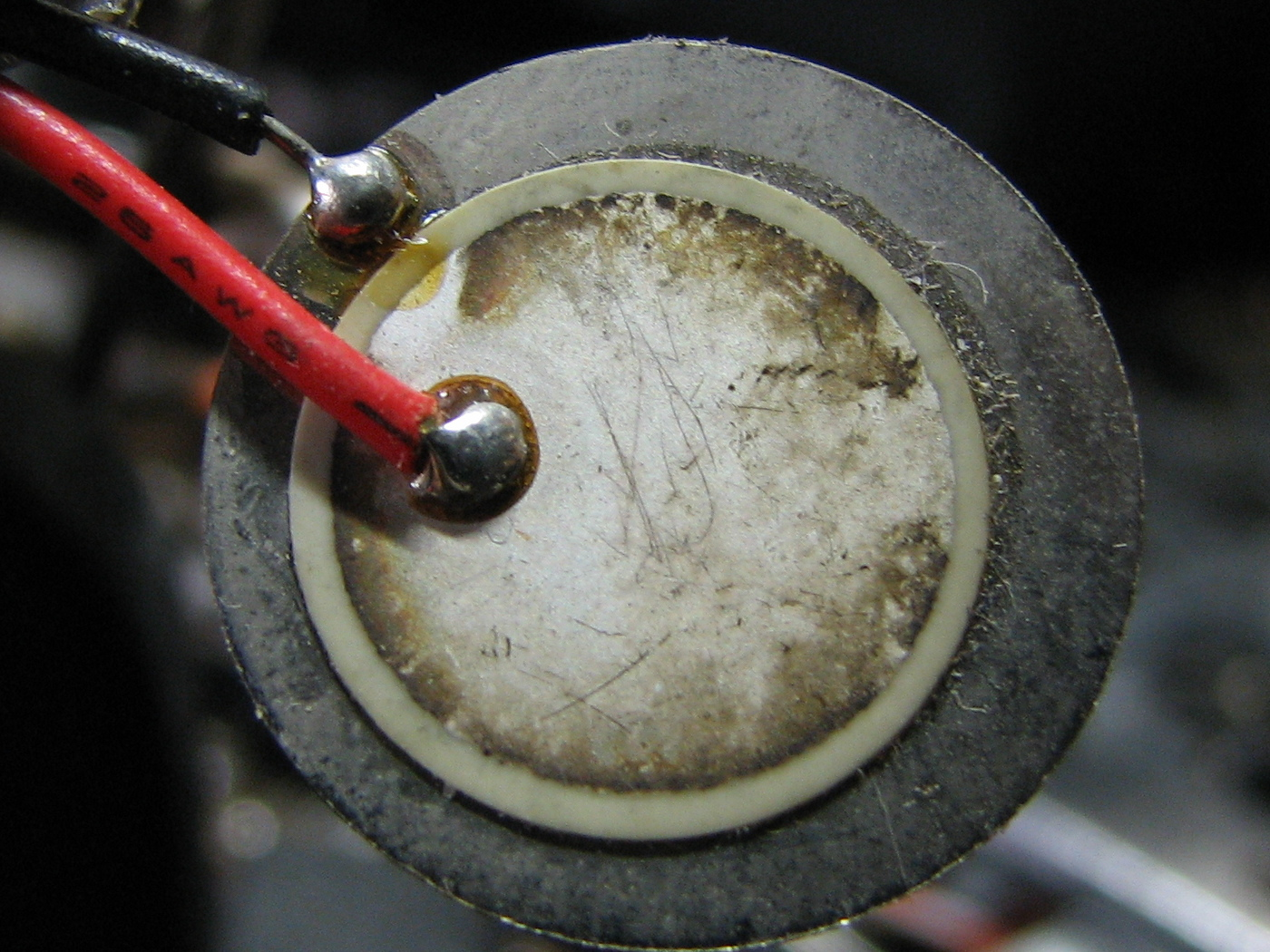
Alto-falante piezelétrico

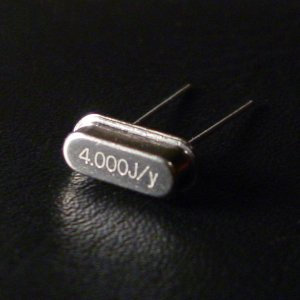
Cristal oscilador

Os cristais de quartzo também possuem uma propriedade especial chamada de piezeletricidade. Essa característica consiste em transformar energia mecânica diretamente em energia elétrica, e vice-versa.
Suas aplicações variam desde alto-falantes piezelétricos, agulha para toca-discos e cristais osciladores para circuitos eletrônicos que trabalham com frequências.

### Módulos fotovoltaicos

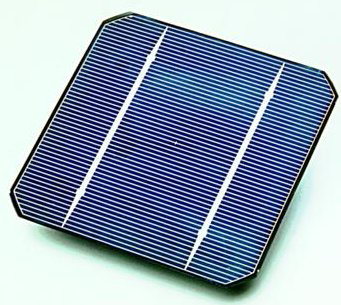
Célula fotovoltaica policristalina de silício

O uso de silício nos módulos fotovoltaicos (painéis solares) tem aumentado muito no século XXI devido a preocupação mundial com o aquecimento global. O uso de células fotovoltaicas para a obtenção de eletricidade aproveita um recurso inesgotável, que é a energia solar. Os módulos são constituídos por células fotovoltaicas, que consistem de uma lâmina de silício na qual é formada uma junção P-N (díodo de junção), capaz de gerar energia elétrica utilizável a partir de fontes de luz como a luz solar.
A primeira geração de células constitui a tecnologia dominante em termos de produção comercial, representando mais de 80% do mercado mundial. O efeito fotovoltaico foi descoberto pela primeira vez em 1839 por Edmond Becquerel. Entretanto, só após 1883 que as primeiras células fotovoltaicas foram construídas, por Charles Fritts, que cobriu o selênio semicondutor com uma camada extremamente fina de ouro de modo a formar junções.
Existem módulos fotovoltaicos de várias potências e tensões, para os mais diversos usos. Em residências rurais, algumas empresas concessionárias de distribuição usam os módulos fotovoltaicos energia em baterias. Este sistema fotovoltaico gera energia suficiente para iluminar uma residência e outros pequenos aparelhos de rádio ou televisão.

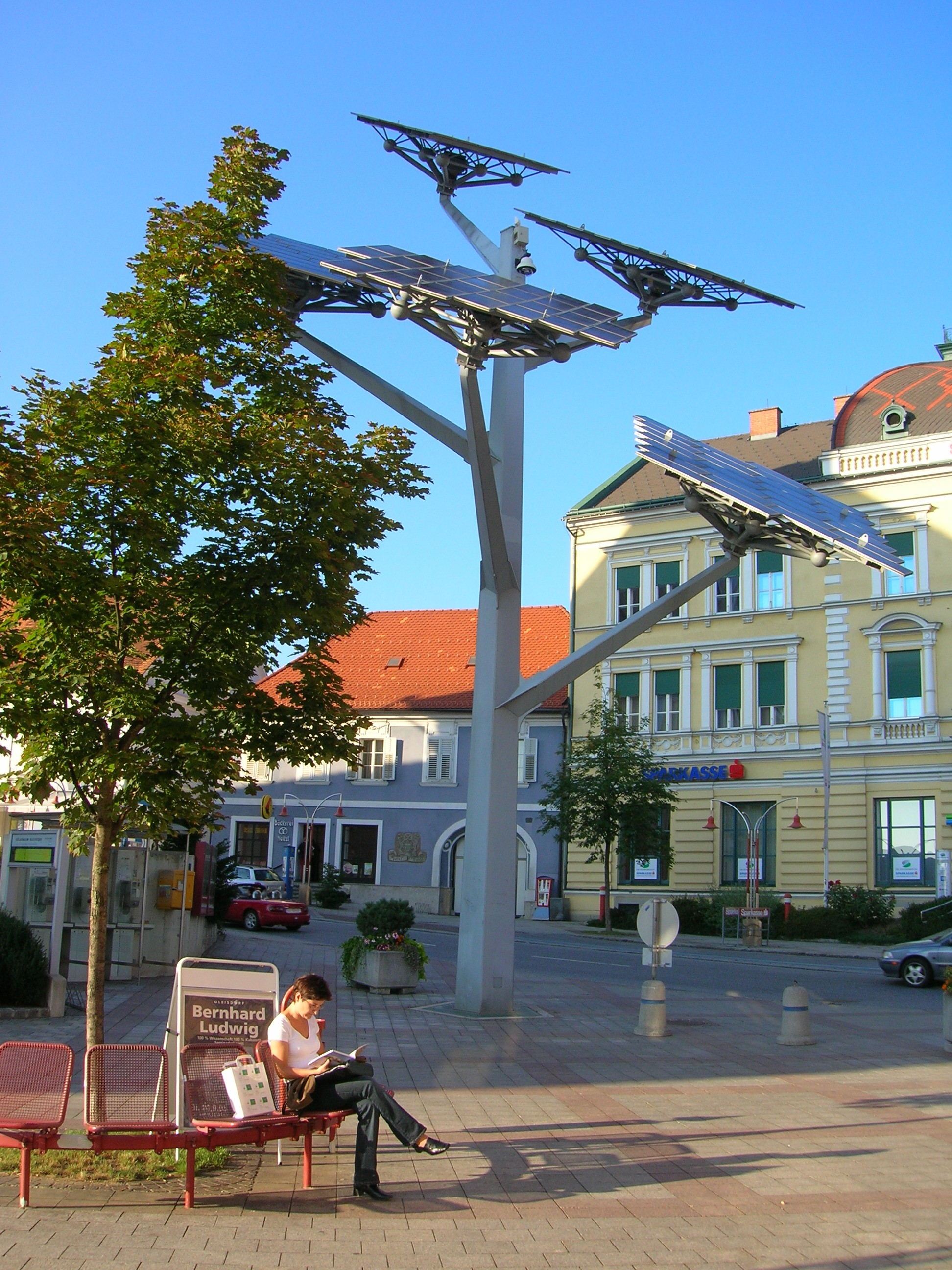
Paineis solares em forma de árvore

## Materiais de construção e cerâmica

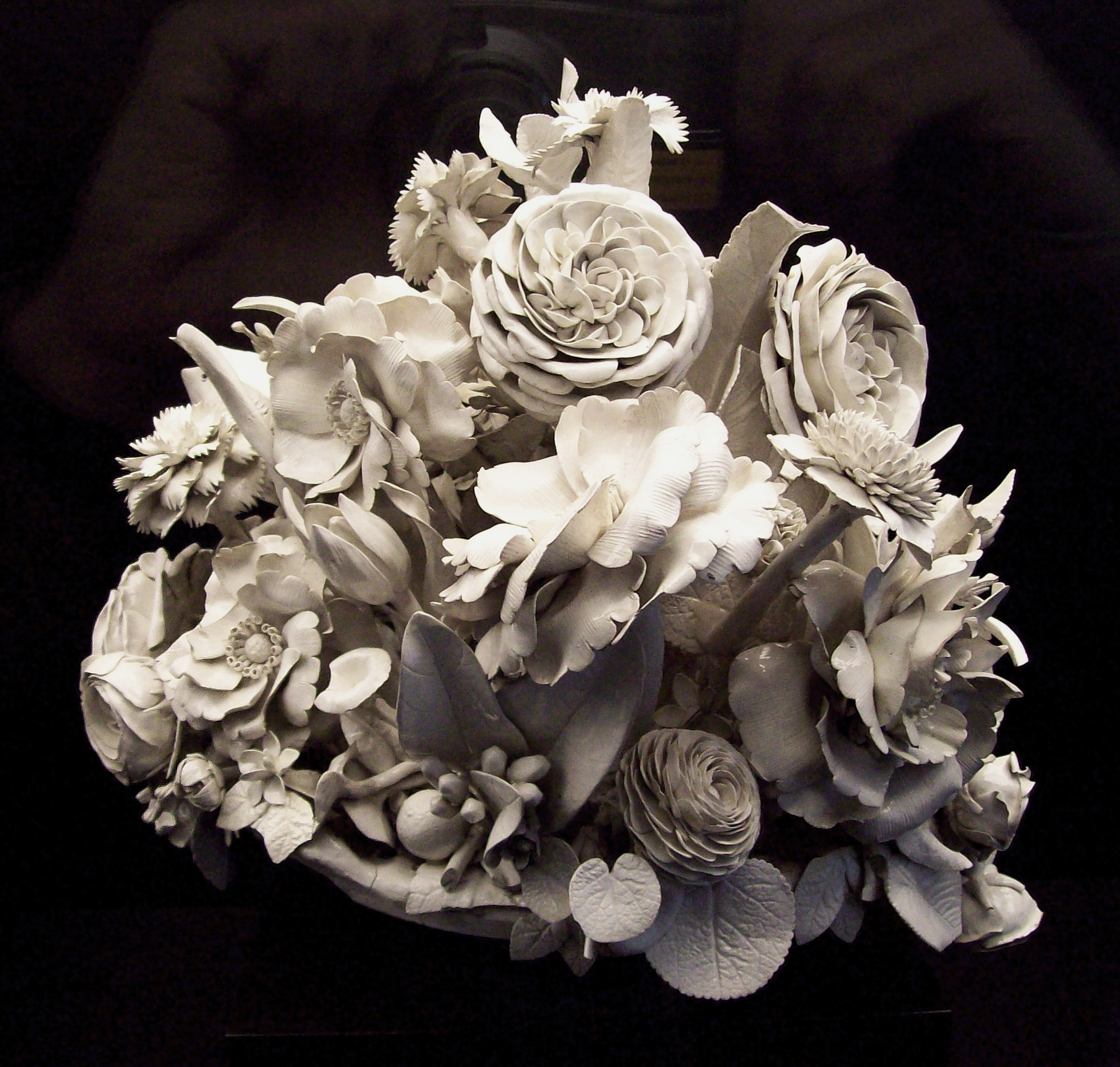
Flores de porcelana (Madri, Espanha, século XVIII)

A maior parte dos materiais de construção empregam minerais que contém silício em sua composição. A cerâmica mais valiosa que existe atualmente é a porcelana,[carece de fontes?] que é uma mistura de matérias-primas que contém aproximadamente 50% de caulim, 25% de areia de sílica e 25% de feldspato.
Existem outras cerâmicas de menor valor utilizada para fabricação de tijolos, telhas e outros materiais de construção. As argilas de caulim, feldspato e quartzo são aquecidos a uma temperatura de 1 300 °C para produção de cerâmicas comuns (tijolos, telhas) ou cerâmicas fina e brancas (placas, bacias, azulejos, estátuas, etc).
A areia, composta principalmente de silica, é usada como ingrediente em materiais de argamassa e colagem, e particularmente na fabricação de concreto.

## Aerogel

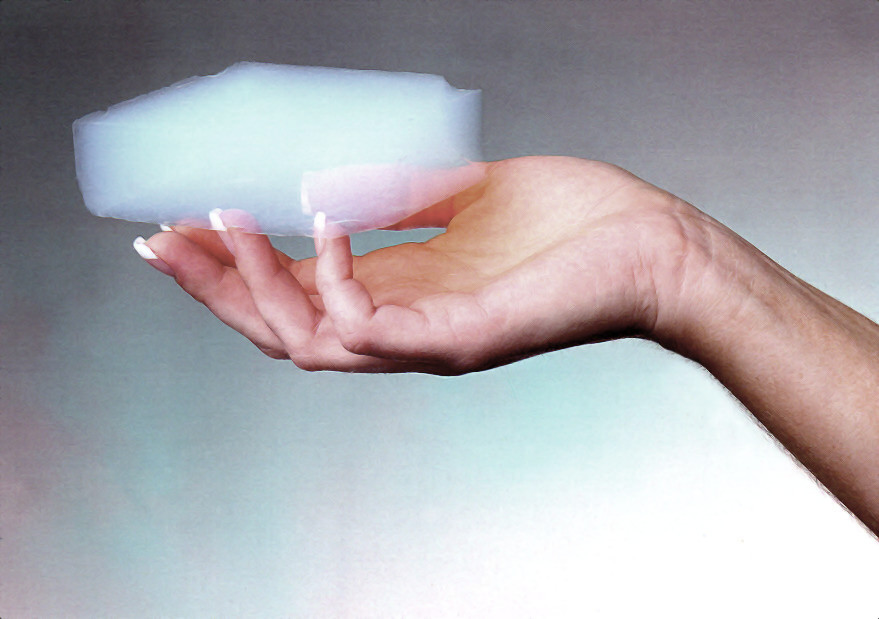
Aerogel

Fumaça congelada, assim apelidada pelos cientistas, é um material especial extremamente leve: sua densidade média é de apenas 1,1 mg/cm³ e podem ser derivados do dióxido de silício (SiO2), embora possam ser confeccionados em outros materiais.
É um dos melhores isolantes térmicos. Um aerogel do tamanho de uma pessoa pesa menos de meio quilo e pode suportar o peso de um carro compacto. Cerca de 99,8% do volume é composto de ar comum.
O aerogel mais comum é feito de uma mistura de sílica (SiO2). Em sua fabricação é exercida uma forte pressão que elimina qualquer liquido (secagem supercrítica).
Enquanto a luz com comprimento de onda curta atravessa aerogel com poucas alterações, o calor e som quase não conseguem atravessá-lo. Atualmente, sua produção é muito cara e é usado especialmente na pesquisa espacial. Entretanto, é um material com grande potencial de utilização no futuro.

## Fotônica em Silício
Atualmente, o silício também é utilizado para fabricação de guias de onda ópticos. Devido ao seu alto índice refração (n=3,5 no infravermelho), o fenômeno de reflexão interna total pode ocorrer quando o silício esta imerso em óxido de silício (sílica). Esta propriedade é muito conveniente porque esta combinação de materiais, silício e sílica, é a mesma utilizada para produzir transistores na indústria eletrônica. Isto torna a fotônica em silício compatível com a plataforma CMOS (Complementary-Metal-Oxide-Semiconductor). Esta compatibilidade permitiria a integração direta dos elementos fotônicos (lasers, fotodiodos, moduladores) com os eletrônicos (amplificadores, transistores, etc). O sucesso desta integração poderia ter grande impacto na indústria de telecomunicações e computadores.

## Abundância e obtenção

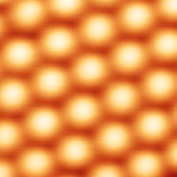
Imagem ampliada em 1 000 000 de vezes mostrando átomos de silício através de um Microscópio de Varredura por Tunelamento.

O silício é um dos componentes principais dos aerolitos, uma classe de meteoróides.

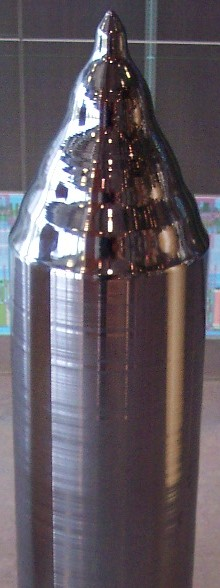
Silício monocristalino de alta pureza

Em peso o silício representa mais da quarta parte da crosta terrestre e é o segundo elemento mais abundante perdendo apenas para o oxigênio. O silício não é encontrado no estado nativo; quartzo, ametista, ágata, sílex, opala e jaspe são alguns materiais naturais que apresentam na sua composição o óxido. Formando silicatos é encontrado, entre outros, no granito, feldspato, argila, hornblenda e mica.
O silício comercial é obtido a partir da sílica de alta pureza em fornos de arco elétrico reduzindo o óxido com eletrodos de carbono numa temperatura superior a 1 900 °C:
{\displaystyle SiO_{2}+C\rightarrow ~Si+CO_{2}}
O silício líquido se acumula no fundo do forno onde é extraído e resfriado. O silício produzido por este processo é denominado metalúrgico apresentando um grau de pureza superior a 99%. Para a construção de dispositivos semicondutores é necessário um silício de maior pureza, silício ultrapuro, que pode ser obtido por métodos físicos e químicos.
Os métodos físicos de purificação do silício metalúrgico se baseiam na maior solubilidade das impurezas contidas no silício líquido, de forma que este se concentre nas últimas zonas solidificadas. O primeiro método , usado de forma limitada para construir radares durante a Segunda Guerra Mundial, consistiu em moer o silício de forma que as impurezas se acumulem nas superfícies dos grânulos, que dissolvidos com ácido se obtém um pó mais puro. A fusão por zonas, o primeiro método de obtenção industrial, consiste em fundir a extremidade de uma barra de silício e depois deslocar lentamente o foco de calor ao longo da barra, de modo que o silício vai se solidificando com uma pureza maior devido ao arrasto na zona fundida de grande parte das impurezas. O processo pode ser repetido várias vezes até se obter a pureza desejada cortando-se, então, o extremo final onde se acumulou as impurezas.
Os métodos químicos, usados atualmente, atuam sobre um composto de silício que seja mais fácil de purificar decompondo-se após a purificação para obter o silício. Os compostos mais usados são o triclorosilano (HSiCl3), o tetracloreto de silício {\displaystyle (SiCl_{4})} e o silano {\displaystyle (SiH_{4})}.
No processo Siemens, as barras de silício de alta pureza são expostas a 1 150 °C ao triclorosilano, gás que se decompõem depositando silício adicional na barra segundo a reação:
{\displaystyle 2HSiCl_{3}\rightarrow ~Si+2HCl+SiCl_{4}}
O silício obtido por este método e por outros similares apresenta uma fração de impurezas de 0,001 ppm ou menos e é denominado silício policristalino .
O método Dupont consiste em reagir tetracloreto de silício a 950 °C com vapores de zinco muito puros:
{\displaystyle SiCl_{4}+2Zn\rightarrow ~Si+2ZnCl_{2}}
Este método, entretanto, está repleto de dificuldades (o cloreto de zinco, subproduto da reação, solidifica e leva à obstrução das linhas de produção) por isso abandonado em favor do método Siemens.
Uma vez obtido o silício ultrapuro é necessário obter-se o monocristal utilizando-se para tal o método Czochralski.

## Halogenetos de silício

Tetracloreto de silício

O silício forma compostos com flúor (SiF4), cloro (SiCl4) e bromo (SiBr4), que em cadeias podem serem usados na produção de haletos. Todos estes compostos são muito instáveis e são utilizados para produção de gel de sílica.
Dentre os halogenetos de silício, destacam-se o tetracloreto de silício, que é um composto importante na preparação de silício puro para dispositivos semicondutores. O tetrafluoreto de silício, que é um subproduto da produção de fertilizantes à base de fosfatos, resultando do ataque do ácido fluorídrico ({\displaystyle HF}) (derivado da apatita) em silicatos. EM laboratório, o composto é preparado aquecendo a mistura {\displaystyle BaSiF_{6}} a 300 °C, sobre o sólido  que libera {\displaystyle SiF_{4}} temporário, saindo de um resíduo de {\displaystyle BaF_{2}}. O composto {\displaystyle (BaSiF_{6})} exigido é preparado tratando o pentafluoreto de silício aquoso com o cloreto do bário. O {\displaystyle (GeF_{4})} é preparado de forma análoga, exceto que a quebra termal requer 700 °C.
O carboneto de silício {\displaystyle (SiC)} tem uma estrutura cristalina semelhante à do diamante, e é, portanto, uma das substâncias mais duras conhecidas. O nível de dureza de Mohs atinge entre 9 a 10. Pode ser usado como um abrasivo conhecido como carbeto.

## Isótopos
O silício tem nove isótopos, com número de massa entre 25 a 33. O isótopo mais comum é o Si-28, com uma abundância de 92,23%, Si-29 tem uma abundância de 4,67% e Si-30 tem uma abundância de 3,1%. A maior parte são isótopos estáveis, e apenas traços do único isótopo radioativo são encontrados. O Si-32 é um isótopo radioativo que vem da decomposição de argônio. Sua meia-vida é de aproximadamente 132 anos. Sofre decaimento beta e torna-se o fósforo-32 (que tem uma meia-vida de 14,28 dias).

## Papel biológico
O silício esta diretamente relacionado ao crescimento dos animais tanto na formação dos órgãos quanto dos ossos. Em um homem adulto, pode se encontrar cerca de um grama de silício. Apesar de não ser totalmente comprovado, o silício exerce um papel tanto a nível da matriz dos ossos como ao nível de sua calcificação, sobretudo no início de sua formação e independente da ação da vitamina D. Também esta relacionado na formação da cartilagem e do tecido conjuntivo (em particular na fabricação do colágeno e das proteoglicanas da matriz).
O silício orgânico, sob a forma do ácido ortosilícico, tem efeitos comprovados no rejuvenescimento cutâneo, melhorando a firmeza, a hidratação e a textura.
Em vegetais o silício é um elemento benéfico sendo uma alternativa menos custosa que a lignina. É importante no alongamento das fibras de algodão em especial nas variedades de fibras mais longas. Aumenta a resistência a infecção por fungos e bactérias em parte por criar uma barreira mecânica em parte por ativar sistemas de alarme e defesa que incluem elementos como o ácido jasmônico. Não raro é empregado como adubo em plantações de arroz para melhorar  a performance fitossanitária e para evitar o acamamento. Plantas de cana podem imobilizar carbono na forma de fitólitos (biossílica sólida) na ordem de 18,1 g  cm² / ano e em alguns solos a quantidade de carbono estocado desta forma estável pode chegar a 82%.

## Precauções
Silício e seus compostos inorgânicos comuns não são tóxicos; são tão inertes que passam pelo sistema digestivo completamente intacto, mas a inalação do pó seco de silício pode causar pneumoconiose e silicose.
Nos casos mais graves, essa doença pode causar a perda da  capacidade pulmonar, além de tosse, infecções, dispnéia e distúrbios cardíacos. Afeta principalmente os mineiros, trabalhadores em pedreiras e em túneis.
Na fabricação e processamento de silanos e seus derivados clorados, devem ser observadas medidas de segurança estritas. Suas reações com o oxigênio ou umidade podem causar explosões e liberação de cloreto de hidrogênio tóxico e corrosivo, além de outros compostos perigosos.